# Fakulta strojního inženýrství Vysokého učení technického v Brně
Fakulta strojního inženýrství (FSI) je druhá nejstarší a podle počtu studentů největší fakulta Vysokého učení technického v Brně (VUT). K otevření prvních strojírenských oborů došlo na vysoké škole v roce 1900. V minulosti byl na fakultě strojní vyučován také obor energetický, ze kterého později vznikla samostatná fakulta elektrotechniky (současná Fakulta elektrotechniky a komunikačních technologií). Sídlo fakulty je umístěno v páté nejvyšší budově v Brně v areálu kampusu Pod Palackého vrchem. V roce 2020 studovalo na fakultě přes 4100 studentů.
V roce 2011 i o rok později se umístila na prvním místě mezi strojními fakultami v žebříčku Hospodářských novin a v roce 2012 skončila na 10. místě v žebříčku Rady pro výzkum, vývoj a inovace nejlepších výzkumných institucí v Česku.

## Historie
Strojní inženýrství se začalo vyučovat 19. srpna 1900 výnosem ministerstva kultu a vyučování č. 13.481 v Odboru strojního inženýrství České vysoké školy technické v Brně. Výuka nejdříve probíhala v nevyhovujících pronajatých prostorech v různých částech Brna. Proto již v roce 1901 byl zakoupen pozemek, určený pro stavbu nových vlastních budov na ulici Veveří. Stavba budov započala v říjnu roku 1907, slavnostní otevření se konalo v červnu 1911. Výuka skončila 17. listopadu 1939 uzavřeným českých vysokých škol.
Po druhé světové válce byla škola obnovena pod názvem Vysoké školy technické Dra. Edvarda Beneše. Jenže jen o několik let později, v roce 1951, byla opět zrušena a místo ní založena Vojenská technická akademie. Neobsahovala však všechny obory – ty přešly pod nově vzniklou Vysokou školu stavitelství spolu s katedrou slévárenství. V roce 1956 došlo k jejímu přejmenování na Vysoké učení technické v Brně a zároveň na ní byla založena Fakulta energetiky, skládající se ze dvou oddělení – oddělení strojnictví a oddělení elektrotechniky. O tři roky později došlo k rozdělení, čímž vznikla Fakulta strojní a Fakulta elektrotechnická (dnešní Fakulta elektrotechniky a komunikačních technologií).
Z důvodu vzniku nových vědních oborů (fyzikální inženýrství, matematické inženýrství, materiálové inženýrství, mechatronika, biomechanika, informatika, řízení jakosti nebo průmyslový design) dostala fakulta v roce 1999 současný název – Fakulta strojního inženýrství.

## Výuka
Na fakultě jsou vyučovány jak bakalářské a magisterské, tak i doktorské studijní programy.
Bakalářské studium probíhá ve tříletých programech Strojírenství a Aplikované vědy v inženýrství. V magisterském studiu, zakončeným získáním titulu Inženýr, jsou to dvouleté studijní programy Strojní inženýrství, Aplikované vědy v inženýrství, Výrobní systémy a Industrial Engineering, jehož výuka probíhá v angličtině.
Zájemci o doktorské studium na fakultě mohou vybírat ze studijních programů
- Stroje a zařízení
- Strojírenská technologie
- Aplikované vědy v inženýrství
- Fyzikální a materiálové inženýrství
- Aplikace přírodních věd
- Metrologie a zkušebnictví

Všechny programy jsou čtyřleté (až na Metrologie a zkušebnictví, který je jen tříletý).

## Výzkum

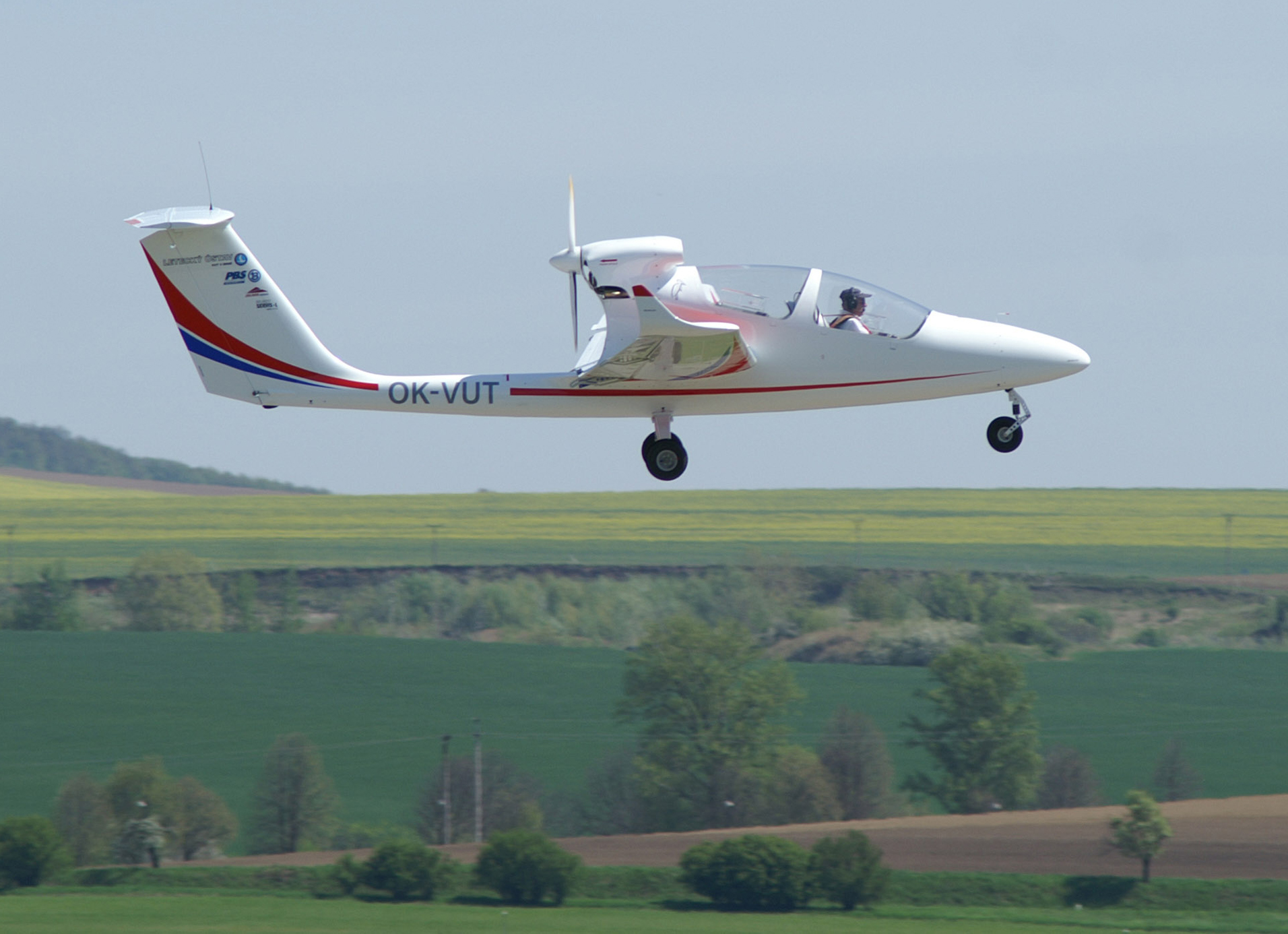
Letoun VUT 001 Marabu

V rámci operačního programu Evropské unie Výzkum a vývoj pro inovace je financováno výzkumné centrum NETME zkoumající nové materiály určené pro použití ve strojírenství. Součástí centra je nová budova určená k zkouškám letadlové techniky.
Na leteckém ústavu je konstruován experimentální letoun VUT 001 Marabu. Jedná se o lehký, jednomístný dvojplošník, složený z kovových, ale i kompozitních materiálů. Je určen pro testování vybavení pro civilní bezpilotní letadla. Pohon je tvořen motorem s vrtulí s tlačným uspořádáním a malým experimentálním proudovým motorem. První zkušební let byl uskutečněný 29. dubna 2010. V tomtéž roce byla letounu udělena zlatá medaile na Mezinárodním strojírenském veletrhu.
Studenti Ústavu dopravního a automobilního inženýrství zase vyvíjí závodní formuli Dragon 1 a Dragon 2. V rámci soutěže Formula Student se bude účastnit závodu podobných formulí na okruhu v italské Monze.